# Johnī
Johnī (persiska: جوهنی, جهنی, Jūhnī, جونی) är en ort i Iran.   Den ligger i provinsen Västazarbaijan, i den nordvästra delen av landet, 600 km väster om huvudstaden Teheran. Johnī ligger 1 696 meter över havet och antalet invånare är 644.
Terrängen runt Johnī är huvudsakligen kuperad, men den allra närmaste omgivningen är platt.Runt Johnī är det ganska tätbefolkat, med 185 invånare per kvadratkilometer. Närmaste större samhälle är Jūjahī, 7,7 km väster om Johnī. Trakten runt Johnī består i huvudsak av gräsmarker.